# روزی که زمین آتش گرفت
روزی که زمین آتش گرفت (انگلیسی: The Day the Earth Caught Fire) فیلمی بریتانیایی در سبک علمی–تخیلی است که در سال ۱۹۶۱ منتشر شد. از بازیگران آن می‌توان به لئو مک‌کرن، مایکل گودلیف، آستین تِـرِور و رجینالد بکویت اشاره کرد.